# Komitat Szolnok-Doboka
Das Komitat Szolnok-Doboka [ˈsolnok ˈdobokɒ] (ungarisch Szolnok-Doboka vármegye, rumänisch Comitatul Solnoc-Dăbâca) war eine Verwaltungseinheit im Osten des Königreichs Ungarn. Verwaltungssitz war Dés.

## Geographie

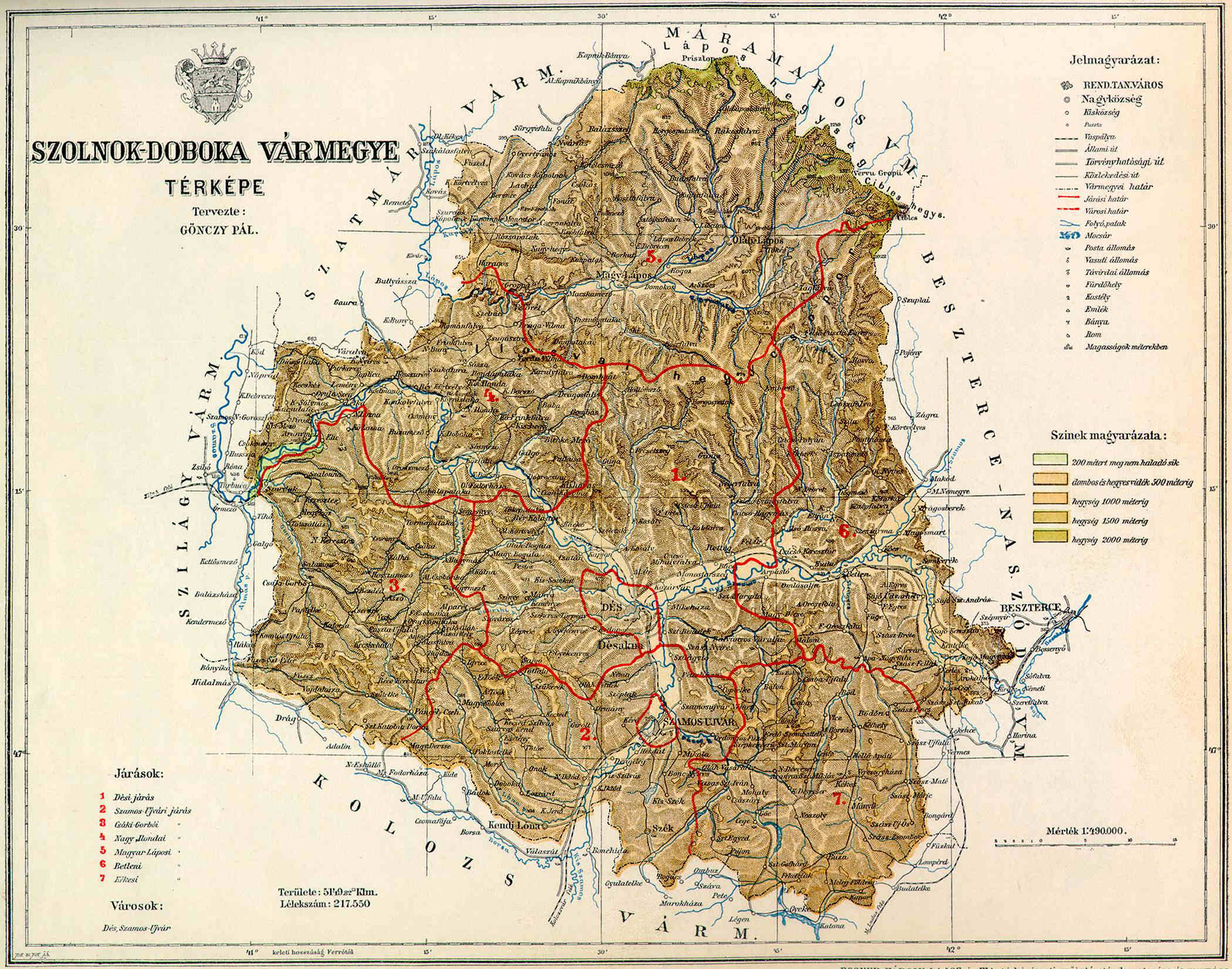
Karte des Komitats Szolnok-Doboka um 1890

Es grenzte an die Komitate Szilágy, Komitat Szatmár, Máramaros, Bistritz-Naszod (Beszterce-Naszód) und Klausenburg (Kolozs).
Es umfasste 5150 km², war besonders im nördlichen Teil gebirgig und waldreich und wurde von der Großen und Kleinen Szamos (heute rumänisch Someș) durchströmt. 1881 hatte es 193.677 meist (griechisch-katholische) rumänische Einwohner, die Ackerbau, Viehzucht und Bergbau betrieben. Das Land war hauptsächlich in den Tälern fruchtbar (im Süden gedieh auch Wein) sowie reich an Vieh und Wild, Salz und Eisen. Hauptort war Dés.

## Geschichte
Das Komitat Szolnok-Doboka entstand durch die Komitatsreform 1876, als die Verwaltungsstruktur Siebenbürgens geändert wurde, aus dem Komitat Belső-Szolnok und Teilen des Komitats Doboka gebildet. 1918 wurde es dann unter als Județul Someș ein Teil Rumäniens. Heute liegt das Gebiet in den Kreisen Cluj (mittlerer und südlicher Teil), Maramureș (nördlicher Teil), Bistrița-Năsăud (östlicher Teil) und Sălaj (westlicher Teil).

## Bezirksunterteilung

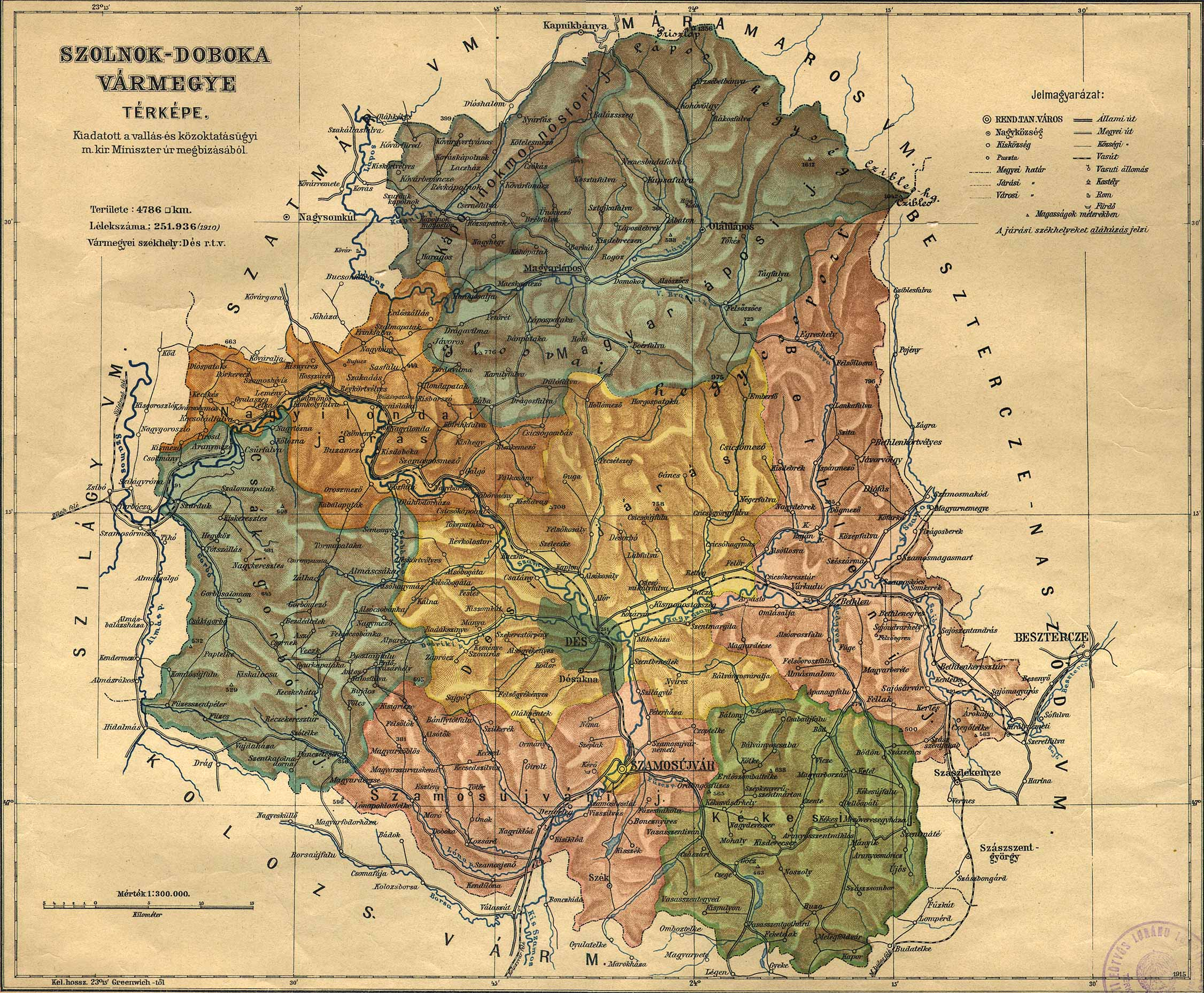
Administrative Karte

Das Komitat bestand im frühen 20. Jahrhundert aus folgenden Stuhlbezirken (nach dem Namen des Verwaltungssitzes benannt):
| Stuhlbezirke (járások)                   | Stuhlbezirke (járások)                    |
| Stuhlbezirk                              | Verwaltungssitz                           |
| ---------------------------------------- | ----------------------------------------- |
| Bethlen                                  | Bethlen, heute Beclean                    |
| Csákigorbó                               | Csákigorbó, heute Gârbou                  |
| Dés                                      | Dés, heute Dej                            |
| Kápolnokmonostor                         | Kápolnokmonostor, heute Copalnic-Mănăștur |
| Kékes                                    | Kékes, heute Chiochiș                     |
| Magyarlápos                              | Magyarlápos, heute Târgu Lăpuș            |
| Nagyilonda                               | Nagyilonda, heute Ileanda                 |
| Szamosújvár                              | Szamosújvár, heute Gherla                 |
| Stadtbezirke (rendezett tanácsú városok) |                                           |
| Dés, heute Dej                           |                                           |
| Szamosújvár, heute Gherla                |                                           |

Alle genannten Orte liegen im heutigen Rumänien.